# 아나 울라루
아나 울라루(루마니아어: Ana Ularu, 1985년 6월 26일~)는 루마니아의 배우이다.

## 작품 목록

### 방송
- 에메랄드 시티

### 영화
- 시베리아 (2018년) - 카탸 역
- 찰스톤 (2017년)
- 더 마커 (2017년)
- 1944 워 히어로 (2016년)
- 댓 트립 뒤 툭 위드 대드 (2016년)
- 목요일이었던 남자 (2016년) - 토요일 역
- 에메랄드 시티 (2016년)
- 인페르노 (2016년) - 바옌사 역
- 인덱스 제로 (2014년)
- 세레나 (2014년)
- 베리 언세틀드 썸머 (2013년)
- 울프맨 : 비스트 헌터 (2012년) - 카지아 역
- 아웃바운드 (2010년)
- 암호명 (2006년)